# Sörsjöns kapell

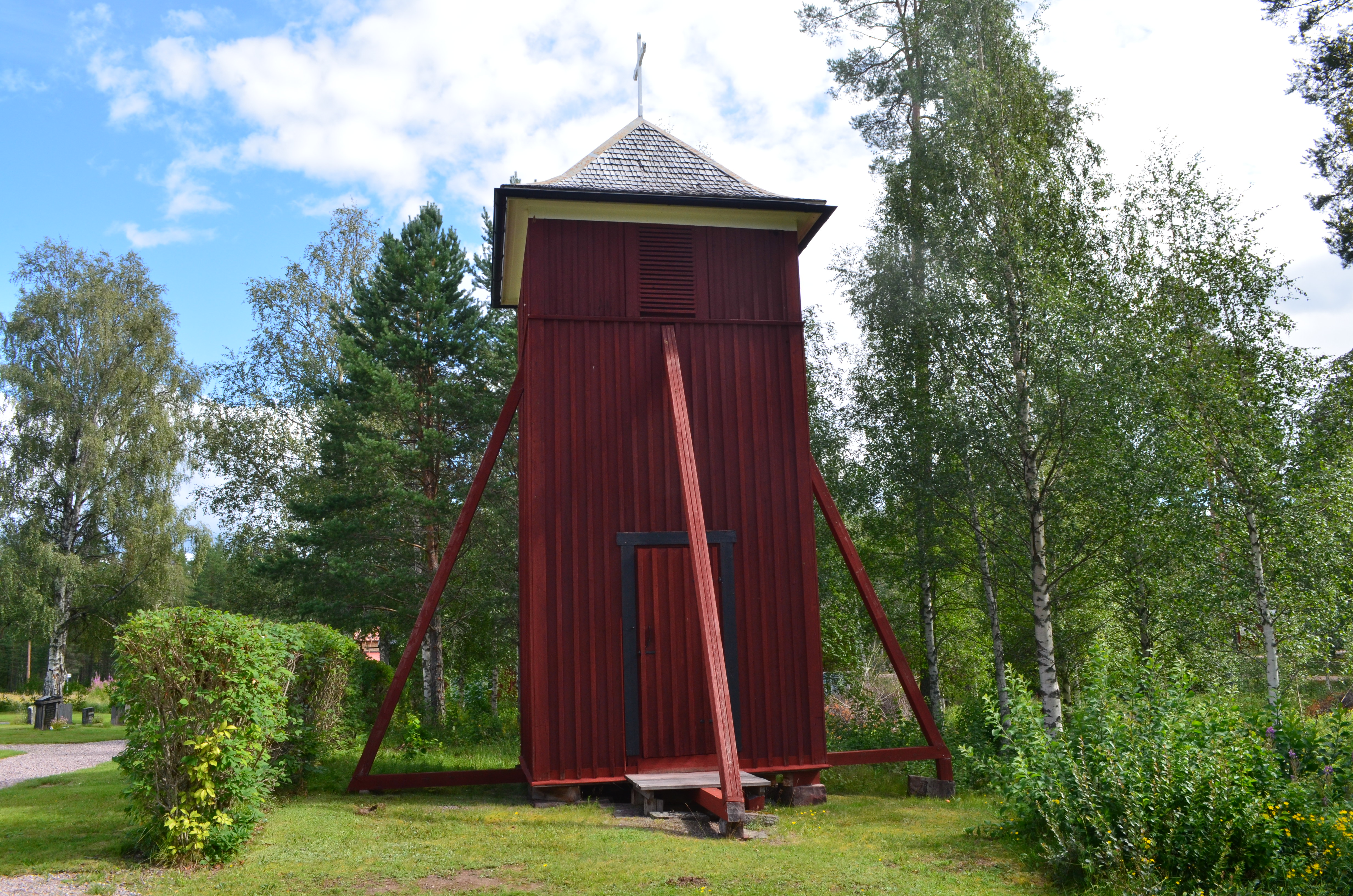
Sörsjöns kapells klockstapel.

Sörsjöns kapell är en kyrkobyggnad i Sörsjön i Dalarna. Det tillhör Lima-Transtrands församling i Västerås stift.
Kapellet uppfördes 1954.
En kyrkogård har funnits längre. En klockstapel från 1920 har en klocka gjuten 1873 i Sheffield. Klockan har hängt i en tidigare klockstapel som stod norr om den första skolan i byn. Kapellets främsta prydnad är tre glasmålningar i korfönstren, framställande de tre trosartiklarna.